# Rosendo Canto
Rosendo Canto Hernández (La Habana, 5 de febrero de 1924 - Madrid, 19 de abril de 2011) fue un diplomático y periodista cubano, destacado por haber promovido la reconciliación en su país consiguiendo la liberación de cientos de presos políticos y de conciencia, y propuesto en varias ocasiones para el Premio Nobel de la Paz.

## Biografía
Nació en La Habana en 1924, hijo de emigrantes españoles. Estudió diplomacia y se graduó en periodismo en la Escuela Manuel Márquez Sterling. Trabajó para distintos medios de comunicación de Cuba ocupando puestos de responsabilidad: Pueblo (del que fue subdirector), Información, Diario Nacional y Tiempo. En 1948 se casó con la jurista española Ascensión De Gregorio. Su primer destino como embajador fue Costa Rica, con el gobierno de Fulgencio Batista en 1956. Posteriormente fue titular de las embajadas en Corea del Sur y Taiwán, en cuya capital, Taipéi, se encontraba al momento del triunfo de la revolución cubana. Próximo al humanismo cristiano y al Partido Radical, se exilió en Madrid donde fundó el primer periódico anticastrista Acción Cubana. 
En 1964 intervino, a petición del ministro de Asuntos Exteriores español, Fernando Castiella, y junto a Miguel de la Quadra Salcedo y Luis María Ansón, en la liberación de 23 religiosas españolas que se encontraban secuestradas en el Congo Belga, actual República Democrática del Congo. En 1966 regresó por vez primera a Cuba, reconciliándose, en parte, con la revolución castrista. Realizó más de una veintena de visitas a su país natal y manifestó apreciar algunas conquistas de la revolución como "la erradicación del analfabetismo, la sanidad pública y, sobre todo, el rescate de la dignidad nacional". Fundó el Movimiento por el Diálogo y la Reconciliación e intervino en el Acuerdo de La Habana con el que logró la liberación de 159 presos políticos, miles de presos de conciencia y el reencuentro de miles de familias separadas por el exilio cubano. 
Fue fundador de la Casa de Cuba en Madrid. Fue autor de varios libros, y como periodista publicó más de 2000 artículos en la prensa cubana y española y participó en la creación del servicio exterior de Radio Nacional de España (hoy Radio Exterior de España). Fue propuesto varias veces para el Premio Nobel de la Paz por universidades españolas, estadounidenses y mexicanas. Falleció en Madrid en 2011, a los 86 años.